# Proteuxoa serina
Proteuxoa serina är en fjärilsart som beskrevs av Oswald Beltram Lower. Proteuxoa serina ingår i släktet Proteuxoa och familjen nattflyn. Inga underarter finns listade i Catalogue of Life.